# Cottage pie
Il cottage pie o shepherd's pie (in italiano pasticcio del pastore) è un pasticcio di carne ricoperto da una purea di patate. Sebbene nella storia i due termini siano stati usati come sinonimi, alcuni sostengono che nel "cottage pie" si usa il manzo, mentre nello "shepherd's pie" l'agnello. In Francia è popolare una variante nota come hachis Parmentier.
La ricetta ha molte varianti, ma gli ingredienti distintivi sono carne rossa macinata, cucinata in un sugo di carne o in un sugo con cipolle e talvolta altre verdure come piselli, sedano o carote, e ricoperta da uno strato di purea di patate prima della cottura. A volte si aggiunge del formaggio grattugiato sopra per formare uno strato di formaggio sciolto.

## Storia

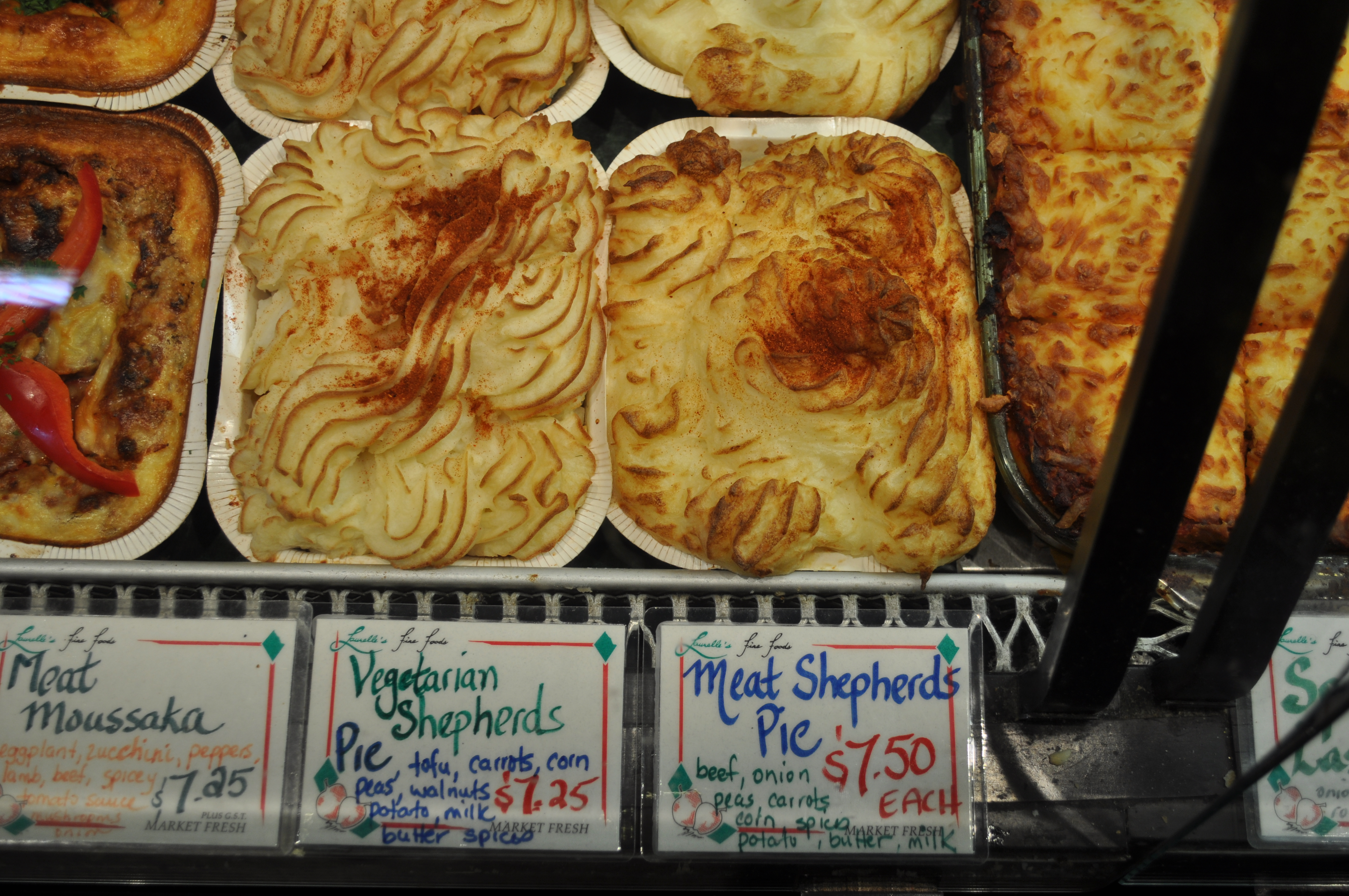
Shepherd's pie di carne o vegetariano in vendita al mercato

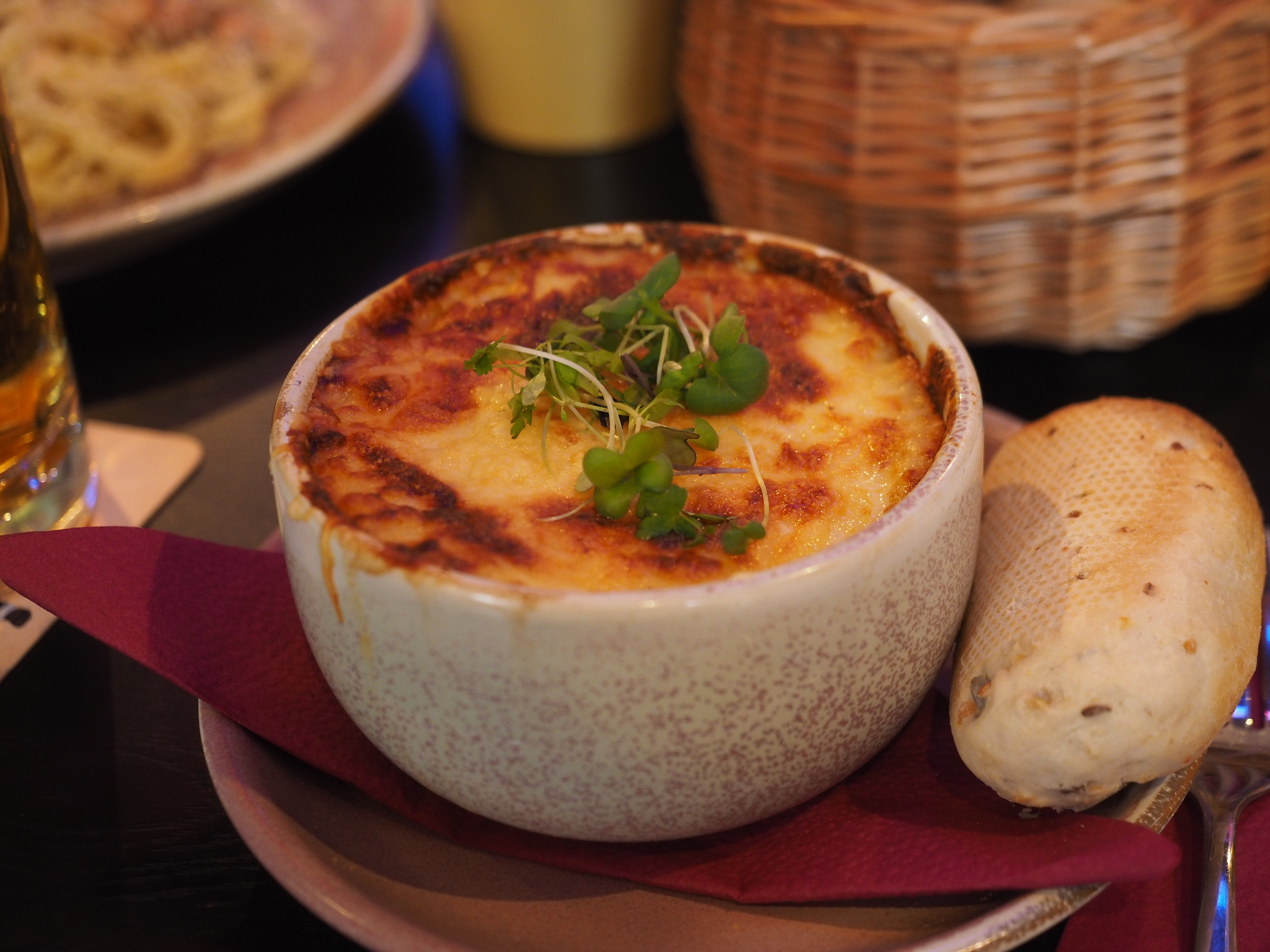
Shepherd's pie a Tallinn, in Estonia

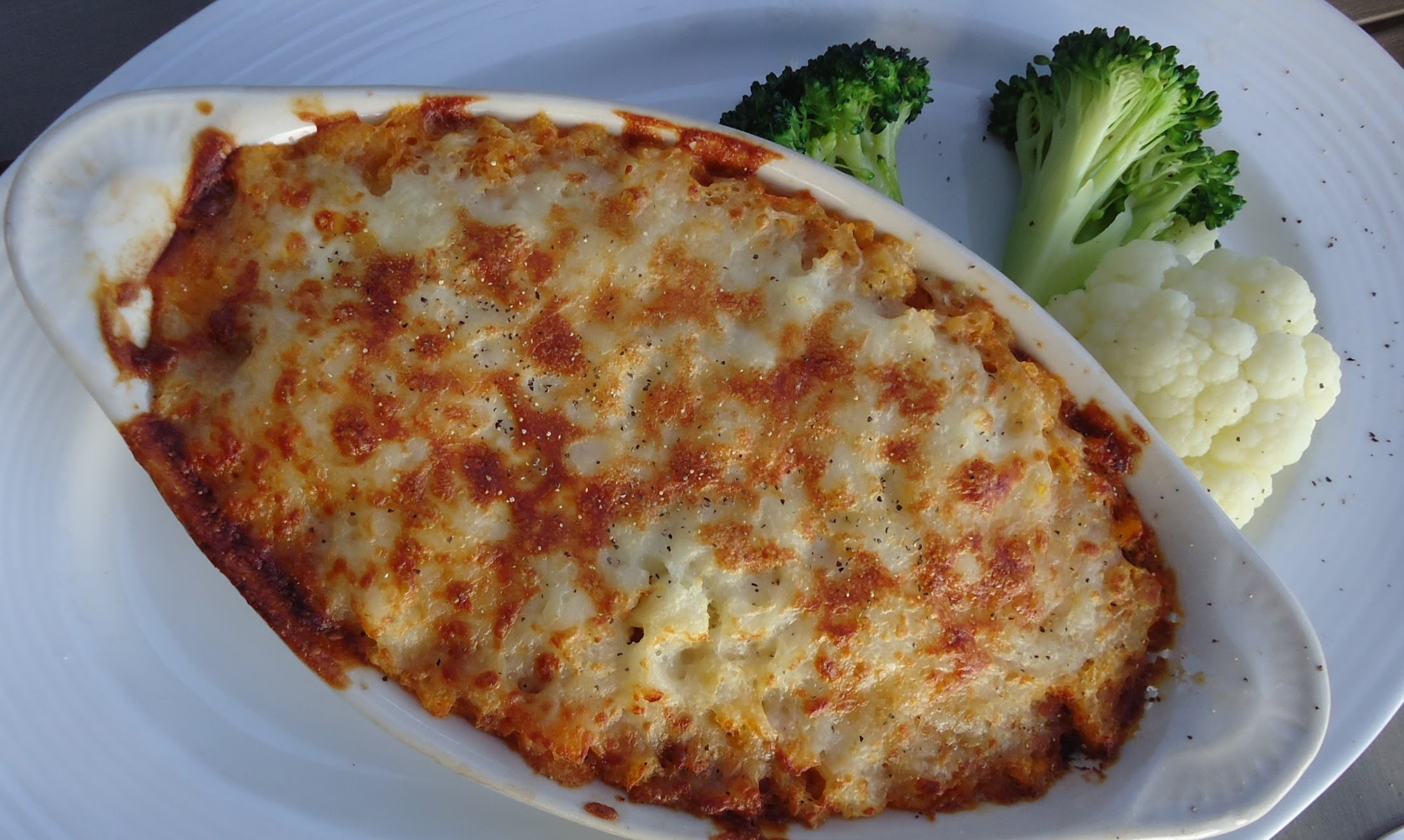
Shepherd's pie in un ristorante inglese

### Cottage pie
Il termine era in uso già nel 1791, poiché Parson Woodforde menziona il "Cottage-Pye" nel suo diario in data 29 agosto 1791, e numerose volte di seguito. Egli riporta che la carne era di vitello ma non dice con cosa veniva preparata la copertura. Nel XX secolo e successivamente, il termine è stato usato largamente, ma non esclusivamente, per un piatto di carne di manzo tagliata o macinata con una copertura di patate schiacciate. Il manzo poteva essere sia fresco sia, e più frequentemente, cucinato precedentemente. Durante il XX secolo, l'impossibilità di congelare gli alimenti rese utile la conservazione di carne cotta piuttosto che cruda. Negli anni '40, il cuoco Louis Diat ricordò la sua infanzia: "quando le casalinghe compravano la carne per la domenica, sceglievano dei pezzi tanto grandi che rimanessero gli avanzi per molti giorni". Le ricette moderne per il cottage pie tipicamente usano manzo fresco.

### Shepherd's pie
Secondo il dizionario statunitense di Merriam-Webster, il primo utilizzo del termine shepherd's pie risale al 1854. Nell'uso britannico negli anni 1850, il termine si riferiva a un piatto scozzese che prevedeva una pasta sfoglia ripiena di carne di montone e patate a dadini. Né lo shepherd's pie né il cottage pie sono stati menzionati nella prima edizione del Household Management di Isabella Beeton del 1861.
Più di recente, "shepherd's pie" viene usato per un piatto di agnello macinato ricoperto di patate. Secondo l'Oxford Companion to Food,
Come per il manzo, era di uso comune, in assenza di congelatore, cucinare un tocco di carne la domenica che durasse per l'intera settimana. Dorothy Hartley cita una vecchia poesia, "Vicarage mutton", che mostra non solo i diversi usi del tocco di carne avanzato, ma anche che i termini "shepherd's" e "cottage" erano intercambiabili:
          Hot on Sunday,

          Cold on Monday,

          Hashed on Tuesday,

          Minced on Wednesday,

          Curried Thursday,

          Broth on Friday,

          Cottage pie Saturday.

### Hachis Parmentier
Il piatto prende il nome da Antoine-Augustin Parmentier, che rese popolare la patata nella cucina francese alla fine del XVIII secolo. È documentato dalla fine del XIX secolo. Viene solitamente preparato con manzo o agnello, tritato o a pezzi, con carne fresca o avanzata. Il termine francese "hachis" significa "finemente spezzettato".
In alcune ricette, viene messo uno strato di patate sauté nel piatto prima del ripieno di carne e dello strato superiore di patate schiacciate. Una versione più elaborata, a cura di Auguste Escoffier, chiamata "Hachis de boeuf à Parmentier", consiste di patate al forno, a cui viene rimosso il contenuto, mescolate con manzo macinato, e coperte con salsa lionese (a base di vino, burro, aceto bianco e cipolle).

## Etimologia
Il termine cottage pie è in uso dal 1791, quando fu introdotta la patata come coltivazione per i più poveri (cfr. "cottage", cioè una modesta abitazione per lavoratori rurali).
Il termine shepherd's pie non è apparso fino al 1854, ed era usato come sinonimo di cottage pie, a prescindere dal tipo di carne, anche se i due termini non erano identici. Lo Shepherd's, infatti, era consumato dai poveri, perché preparato con carni povere ed accessibili a tutti, mentre il Cottage era la versione da ricchi, con carni pregiate marinate al vino. Nel Regno Unito, il termine shepherd's pie è più usato quando la carne è ovina.

## Varianti e piatti simili
Altri pasticci ricoperti da patate sono:
- Il moderno pasticcio del Cumberland è una versione con manzo o agnello e uno strato di pangrattato e formaggio. Nel Medioevo, e al giorno d'oggi in Cumbria, la crosta ha un ripieno di carne con frutta e spezie.[29]
- Nel Québec, una variante si chiama Pâté chinois. Viene fatta con manzo macinato nello strato inferiore, mais in scatola nel mezzo, e purea di patate sopra.
- Lo shepherdess pie è una versione vegetariana fatta senza carne, oppure una versione vegana, senza carne né latticini.[30]
- Nei Paesi Bassi, un piatto molto simile chiamato "stufato del filosofo" (in olandese filosoof) ha spesso in aggiunta ingredienti come fagioli, mele, prugne, o salsa di mele.[31]
- In Brasile, un piatto chiamato escondidinho si riferisce al fatto che una purea di manioca copre uno strato di carne essiccata. Il piatto spesso comprende formaggio e pollo; il merluzzo è talvolta usato al posto del manzo.[32]
- Un pasticcio per il giorno di Santo Stefano è fatto con tacchino e prosciutto.[33]
- Il fish pie fa parte della cucina inglese ed è composto di pesce e frutti di mare in una salsa con uno strato di purea di patate.
- In irlandese questo piatto è noto come pióg an aoire.[34]

### Annotazioni
1. ↑  Jane Grigson fece notare che per rendere il piatto più completo, alcune ricette prevedono uno strato inferiore di patate prima di aggiungere la carne e lo strato di copertura.[9]
2. ↑  Il termine appare in una fonte francese nel 1900 e in una inglese due anni prima.[14][15]
3. ↑  Nel suo Grand dictionnaire de cuisine (1873) Alexandre Dumas scrisse: "Quando hai vitello, manzo, pollo, selvaggina o avanzi di carne della cena precedente, quello devi fare è semplicemente tagliare finemente questi avanzi, e ci sono gli attrezzi per farlo, finché il tutto non forma un miscela completa."[16]

### Fonti
1. 1 2   The Oxford English Dictionary, 2ª ed., Oxford University Press, 1933.
2. 1 2 3  (EN) Definizione di shepherd's pie, su merriam-webster.com.
3. ↑  "The Chambers Dictionary", Chambers Harrap Publishers Ltd, 1999
4. 1 2  Concise Oxford English Dictionary, Eleventh Edition (Revised), Oxford University Press, 2006
5. ↑  "Jewish Cookery by Florence Greenberg", Penguin Books Ltd, 1947–1963
6. 1 2   shepherd's pie, su merriam-webster.com, Merriam-Webster. URL consultato il 17 aprile 2018 (archiviato dall'url originale il 27 luglio 2021).
7. ↑  Woodforde (Vol III), p. 295 ; and  (Vol V), pp. 335, 347, 371, 378, 389, 393 and 410
8. 1 2 3 4 5  Saberi, p. 717
9. ↑  Grigson (1984), p. 70
10. ↑  Diat, p. 83
11. ↑  Dallas, pp. 255–256
12. ↑  Beeton, index pp. viii–ix, xiii and xxx
13. ↑  Hartley, p. 160
14. ↑  Maurice Letulle, "Cure d'alimentation pour les tuberculeux à l'hôpital" (June 8, 1900), Bulletins et mémoires de la Société Médicale des Hôpitaux de Paris, Paris 1900, p. 712
15. ↑   Marguerite Ninet, Cookery Exhibits in Paris, in The Epicure: A Journal of Taste, vol. 5, n. 53, aprile 1898,  p. 194. URL consultato il 17 marzo 2020 (archiviato dall'url originale il 16 maggio 2022).
16. ↑  Dumas, p. 619
17. ↑  Saulnier, p. 143
18. ↑  Escoffier, p. 391
19. ↑  (EN) Definizione di cottage pie dall'Oxford English Dictionary, su oed.com.
20. ↑  (EN) John Ayto, The Glutton's Glossary: A Dictionary of Food and Drink Terms, 1990.
21. ↑   Isabella Beeton, Mrs Beeton's Book of Household Management, 1907. Usa manzo o montone. Ricetta assente nell'edizione originale del 1861.
22. ↑  Cassell's New Universal Cookery Book by Lizzie Heritage published by Cassell and Company, 1894
23. ↑  The Constance Spry Cookery Book by Constance Spry and Rosemary Hume, J M Dent & Sons, 1956
24. ↑   Mrs Beeton’s Everyday Cookery, Londra, Ward Lock Limited, 1982,  p. 145. Shepherd’s pie fatta con il manzo
25. ↑  Chambers Dictionary, nona edizione, pubblicato da Chambers Harrap Publishing Ltd, 2003
26. ↑  (EN) Ricetta della shepherd's pie con porri, su deliaonline.com.
27. ↑  (EN) Ricetta della shepherd's pie, su bbc.co.uk, BBC Food.
28. ↑  (EN) Shepherds' Pie and Cottage Pie, su fellwalk.co.uk.
29. ↑   What is Cumberland Pie?, su britishfood.about.com. URL consultato il 27 dicembre 2018 (archiviato dall'url originale il 7 luglio 2011).
30. ↑  (EN) Ricetta dello shepherdess pie, su onegreenplanet.org.
31. ↑  (EN) Descrizione del filosoof, su mycitycuisine.org. URL consultato il 27 dicembre 2018 (archiviato dall'url originale il 28 agosto 2018).
32. ↑  (EN) Ricetta dell'escondidinho, in brazilianwave.org.
33. ↑  (EN) Ricetta del pasticcio di Santo Stefano, su bbc.co.uk.
34. ↑   Dizionario inglese-irlandese, su focloir.ie.